# Vermiculus lineatus
Vermiculus lineatus är en djurart som tillhör fylumet slemmaskar, och som beskrevs av Dalyell 1853. Vermiculus lineatus ingår i släktet Vermiculus, fylumet slemmaskar och riket djur. Inga underarter finns listade i Catalogue of Life.